# Microdiores
Microdiores is een geslacht van spinnen uit de familie mierenjagers (Zodariidae).

## Soorten
Het geslacht kent de volgende soort:
- Microdiores chowo Jocqué, 1987